# Karl Holmström
Karl Holmström   (Bjurholm, 22 de març de 1925 - Jukkasjärvi, 2 de juny de 1974) va ser un saltador suec que va competir durant les dècades de 1940 i 1950. Va morir en un accident de cotxe quan tenia 49 anys.
El 1952 va prendre part en els Jocs Olímpics d'Hivern disputats a Oslo, on guanyà la medalla de bronze en la prova del salt llarg del programa de salt amb esquís.
En el seu palmarès destaca la victòria en la prova de salts als Jocs d'esquí suecs de 1951, 1952 i 1953, els Jocs de Lathi de 1951 i el campiona suec de 1952.